# Liste der Ehrenbürger von Altötting
Die Ehrenbürgerwürde ist die höchste kommunale Auszeichnung der Stadt Altötting. Ihre Verleihung erfolgt auf Beschluss des Stadtrates an Persönlichkeiten, die sich durch herausragenden Einsatz für das Gemeinwohl verdient gemacht haben und in einem besonderen, nachhaltigen Bezug zu Altötting stehen. Um die Bedeutung dieser Ehrung zu betonen, ist die Zahl der lebenden Ehrenbürger auf fünf beschränkt. Seit 1895 wurden mindestens 22 Personen zu Ehrenbürgern ernannt.
Hinweis: Die Auflistung erfolgt chronologisch nach Datum der Zuerkennung.

## Die Ehrenbürger der Stadt Altötting
1. Georg Ritter von Orterer (* 30. Oktober 1849 in Wörth; † 5. Oktober 1916 in München)
Präsident der Bayerischen Abgeordnetenkammer
Verleihung 1895
für seine Verdienste um den Anschluss an das bayerische Eisenbahnnetz
2. Anton Hauth
Administrator des Kapellenstifts
Verleihung 1906
für die Förderung der Wallfahrt
3. Pater Cyprian Fröhlich (* 20. März 1853 in Eggolsheim; † 6. Februar 1931 in München)
Verleihung 1908
für die Förderung der Wallfahrt
4. Otto Wirth
Oberregierungsrat
Verleihung 1908
für die Förderung des Neubaus des Rathauses
5. Monsignore Josef Frischhut
Pfarrer
Verleihung 1908
für die Förderung der Wallfahrt
6. Carl A. Hofer
Magistratsrat
Verleihung 1916
in Würdigung seiner 40-jährigen ehrenamtlichen Tätigkeit in der Kommunalverwaltung
7. Konrad Albert
Administrator des Kapellenstifts
Verleihung 1924
für die Förderung der Wallfahrt
8. Siegismund Felix Freiherr von Ow-Felldorf (* 18. Oktober 1855 in Berchtesgaden; † 11. Mai 1936 in Passau)
Bischof von Passau
Verleihung 1925
für die Förderung der Wallfahrt
9. Ferdinand Altmann
Kommerzienrat
Verleihung 1925
für seine ehrenamtliche Tätigkeit im kommunalen Wesen
10. Prälat Johann Baptist Mehler
Pilgerführer
Verleihung 1926
für die Förderung der Wallfahrt
11. Franz Xaver Konrad
Stiftspropst
Verleihung 1927
für die Förderung der Wallfahrt und die Wiedererrichtung des Chorherrenstifts
12. Hugo Beck
Apothekenbesitzer
Verleihung 1929
für die Stiftung des Altöttinger Heimatmuseums
13. Pater Josef Anton Keßler
Verleihung 1930
für die Förderung der Errichtung der St.-Anna-Basilika und der Seligsprechung von Bruder Konrad
14. Gabriel Mayer
Oekonomierat, 1. Bürgermeister und Landtagsabgeordneter
Verleihung 1930
für seine Verdienste um die Gemeinde
15. Simon Konrad Landersdorfer (* 2. Oktober 1880 in Neutenkam; † 21. Juli 1971 in Passau)
Bischof von Passau
Verleihung am 15. September 1950
16. Prälat Josef Engelhart
Stiftungspropst, päpstlicher Geheimkämmerer
Verleihung am 17. Juli 1951
für die Förderung der Wallfahrt, der Caritas und des sozialen Wohnungsbaus in Altötting
17. Monsignore Ludwig Uttlinger (* 30. August 1899; † 26. Januar 1978 in Altötting)
Stiftskapellmeister; Inhaber des Bundesverdienstkreuzes I. Klasse
Verleihung am 27. Februar 1959
für Förderung der Kirchenmusik, die Gründung des Marienwerks, seine Rolle als Initiator des Marienfilms und der Dioramaschau zur Wallfahrtsgeschichte der Stadt
18. Alfons Grüneis
Stiftspropst
Verleihung 1971
19. Robert Bauer
Administrator der Heiligen Kapelle
Verleihung 1971
20. Fritz Esterer
Unternehmer
Verleihung 1979
21. Antonius Hofmann
Bischof von Passau
Verleihung 1986
22. Max Absmeier (1920–2012)
Prälat
Verleihung 1995
Absmeier war von 1979 bis 1995 Stadtpfarrer in der Pfarrei St. Philippus und Jakobus. In dieser Zeit verband er die Aufgaben des Wallfahrtspfarrers mit einer intensiven Gemeindearbeit. Er setzte sich stark für die karitativen kirchlichen Einrichtungen in Altötting, wie dem Kinderheim, dem Behindertenheim und dem Begegnungszentrum ein. An den Großveranstaltungen in dieser Zeit, dem Papstbesuch 1980 und dem Wallfahrtsjubiläum 1989, wirkte er federführend mit. Mit der Ehrenbürgerwürde wurde er für sein umfassendes seelsorgerisches und organisatorisches Wirken in der Stadt Altötting ausgezeichnet.
23. Seban Dönhuber (1934–2023)
Altlandrat
Verleihung 2001
Dönhuber hat sich in vielfältigen politischen Funktionen als Landtagsabgeordneter, Senator und Landrat für den Landkreis und die Stadt Altötting eingesetzt. Daneben engagierte er sich in verantwortlichen Ämtern in sozialen Organisationen, u. a. als Kreisvorsitzender des BRK und im Landesvorsitz der Arbeiterwohlfahrt. Zahlreiche Großprojekte, wie der Neubau des Kreiskrankenhauses, wurden unter seiner Federführung verwirklicht.
24. Franz Xaver Eder (* 4. November 1925 in Pfarrkirchen; † 20. Juni 2013 in Passau)
Bischof von Passau
Verleihung 2001
Eder war von 1984 bis 2001 Bischof von Passau. In dieser Zeit hat er als Oberhaupt des Bistums die traditionsreiche Wallfahrt nach Altötting besonders gefördert und in zahlreichen Besuchen in Altötting seine Verbundenheit mit der Stadt zum Ausdruck gebracht. Das 500-jährige Wallfahrtsjubiläum, das 1989 gefeiert wurde, stellte einen Höhepunkt seiner Amtszeit dar. Auch seine Initiativen in der Weiterentwicklung der Pastoralarbeit und der Jugendarbeit wirkten sich in Altötting sehr positiv aus.
25. Maria Eder (* 1919; † 2. Juli 2007 in Simbabwe)
Missionsärztin
Verleihung 2004
Eder war seit von 1960 an als Missionsärztin in Simbabwe tätig. Unter schwierigsten Bedingungen baute sie in Brunapeg am Rande der Kalahari eine medizinische Versorgung auf. Dort und anschließend im Regierungskrankenhaus Antelope betreute sie Zehntausende von Patienten auch während der Bürgerkriegswirren in Simbabwe. Ab 2000 arbeitete sie im AIDS-Waisen-Betreuungsprogramm der Erzdiözese Bulawayo. Über Jahrzehnte haben Stadt und Pfarrei Altötting ihre Projekte unterstützt, die intensive Verbindung erwies sich für beide Seiten als fruchtbar. In Anerkennung ihres Lebenswerks wurde Maria Eder als erster Frau die Ehrenbürgerwürde verliehen.
26. Benedikt XVI. (Joseph Alois Ratzinger), (* 16. April 1927 in Marktl; † 31. Dezember 2022 im Vatikan)
Papst
Verleihung am 7. Juni 2006
Benedikt XVI. war von 2005 bis 2013 Oberhaupt der Katholischen Kirche. Er zeigte zeitlebens eine enge Verbundenheit mit dem Marienheiligtum in Altötting. Schon als Kind besuchte Joseph Ratzinger oft das Altöttinger Gnadenbild. Auch als Priester, Bischof, Kardinal schöpfte er aus der spirituellen Ausstrahlung des Marienheiligtums Kraft für seine Aufgaben. In Anerkennung seiner vielfach bewiesenen, innigen Verbundenheit mit der Wallfahrtsstadt Altötting wurde ihm die Ehrenbürgerwürde der Stadt verliehen.
27. Richard Antwerpen (* 29. Dezember 1930 in Berchtesgaden)
Altbürgermeister
Verleihung am 12. Dezember 2007
Antwerpen hat sich in vielen Jahrzehnten in herausragender Weise um die Stadt Altötting verdient gemacht. Von 1983 bis 1995 war er Bürgermeister von Altötting. In der langen Liste von Maßnahmen, die unter seiner Regie verwirklicht wurden und die das Stadtbild und die Stadtentwicklung gleichermaßen nachhaltig positiv geprägt haben, sind besonders die Verkehrsfreimachung und Neugestaltung des Kapellplatzes samt der Fertigstellung des Inneren Rings und der Bau der Tiefgaragen hervorzuheben. Für seine vielfältigen Verdienste um die Stadt Altötting erhielt er die Ehrenbürgerwürde.
28. Gerold Tandler (* 12. August 1936)
Staatsminister a. D.
Verleihung am 10. Dezember 2008
29. S. E. Bischof emeritus Wilhelm Schraml (* 1935, † 2021)

Verleihung am 14. August 2015
30. Padre Geraldo Brandstetter (* 1935)

Verleihung am 25. September 2015
31. Fritz Obermaier (* 12. November 1932; † 6. November 2024)

Verleihung am 13. Dezember 2017
32. Herbert Hofauer (* 18. Dezember 1956) Diplomverwaltungswirt (FH)
Erster Bürgermeister der Stadt Altötting von 1995 bis 2020
Altbürgermeister seit 2020
Ehrenbürgerverleihung am 16. November 2021